# Dar Jamaa
Dar Jamaa (en àrab دار جمعة, Dār Jamʿa; en amazic ⴷⴰⵕ ⵊⵎⵄⴰ) és una comuna rural de la província d'Al Haouz, a la regió de Marràqueix-Safi, al Marroc. Segons el cens de 2014 tenia una població total de 5.911 persones.